# شعبة بني موسى (كعيدنة)
شعبة بني موسى هي إحدى قرى عزلة الغربي بمديرية كعيدنة التابعة لمحافظة حجة، بلغ تعداد سكانها 166 نسمة حسب تعداد اليمن لعام 2004.